# Solandreae
Tribu
La tribu des Solandreae regroupe des plantes de la sous-famille des Solanoideae dans la famille des Solanaceae. 

## Liste des genres et espèces
Selon NCBI (27 avr. 2016) :
- genre Juanulloa
  - Juanulloa ferruginea
  - Juanulloa mexicana
  - Juanulloa ochracea
  - Juanulloa parasitica
  - Juanulloa speciosa
- genre Solandra
  - Solandra brachycalyx
  - Solandra grandiflora
  - Solandra guttata
  - Solandra longiflora
  - Solandra maxima